# Epidendrum diffusum
Epidendrum diffusum es una especie de orquídea epífita del género Epidendrum.

## Descripción
Es una orquídea de tamaño pequeño a mediano, con un hábito de epífita con tallos agrupados, como cañas erectas o arqueadas, tallos flexuosos que llevan hojas ovado- elípticas a oblongo-lanceoladas, redondeadas a obtusas, amplexicaules, coriáceas o carnosas. Florece durante la primavera y principios del verano en una inflorescencia terminal, paniculada, de 30 cm de largo  con 70 a 300  flores que se abren simultáneamente.

## Distribución y hábitat
Se encuentra en Cuba, Jamaica, México, Guatemala, Belice, Colombia, Venezuela, Guyana, Surinam y Brasil.

## Taxonomía
Epidendrum diffusum fue descrita por Peter Olof Swartz  y publicado en Nova Genera et Species Plantarum seu Prodromus 121. 1788.
Etimología
Ver: Epidendrum
diffusum: epíteto latino que significa "extendida".
Sinonimia
- Epidendrum acutiflorum A. Rich. & Galeotti
- Epidendrum tenuiflorum Lindl.
- Seraphyta diffusa (Sw.) Pfitzer
- Seraphyta diffusa (Sw.) Schltr.
- Seraphyta diffusa (Sw.) Pfitzer ex Fawc. & Rendle
- Seraphyta diffusa Fisch. & C.A. Mey.
- Seraphyta multiflora Fisch. & C.A.Mey.[4][5]